# Typhaine D
Typhaine D est une comédienne, dramaturge, metteuse en scène et professeure de théâtre française.

## Biographie

### Enfance et formation
Typhaine D est née le 1er octobre 1986 en Île-de-France[réf. nécessaire].
Après un baccalauréat en série littéraire, elle suit des cours d’art dramatique de 2002 à 2007 au Cours Florent à Paris,. En 2008, elle suit des cours à l’École Florian Sitbon de Vitry-sur-Seine en dernière année de cycle de formation avec diverses options, ayant eu comme professeurs Jean-Louis Jacopin, Jean-Baptiste Puech et Florian Sitbon.

### Carrière
Depuis 2008, Typhaine D est professeure de théâtre et anime des ateliers pour enfants et adolescents.

### Contes à rebours
En 2012, elle crée Contes à rebours, un spectacle proposant une réinterprétation de contes qui redonnent une valeur forte et positive aux rôles des filles,,. Elle revisite les contes pour permettre aux personnages féminins de s'exprimer sur la violence sexiste : « On voit toujours des super-héros musclés et violents, et quand c’est une femme, Wonder Woman est en slip, Catwoman est en talons aiguilles et en cuir… Pour moi, les vraies héroïnes ne sont pas celles-là. » La pièce est jouée au Canada, en Belgique et en France.
En novembre 2017, la mairie du 18e arrondissement de Paris l'invite à jouer ses Contes à rebours dans le cadre de la journée internationale pour l'élimination de la violence à l'égard des femmes. En mars de l'année suivante, c'est au tour de la Mairie du 2e arrondissement d'accueillir le spectacle pour la journée internationale des femmes.

## Engagements

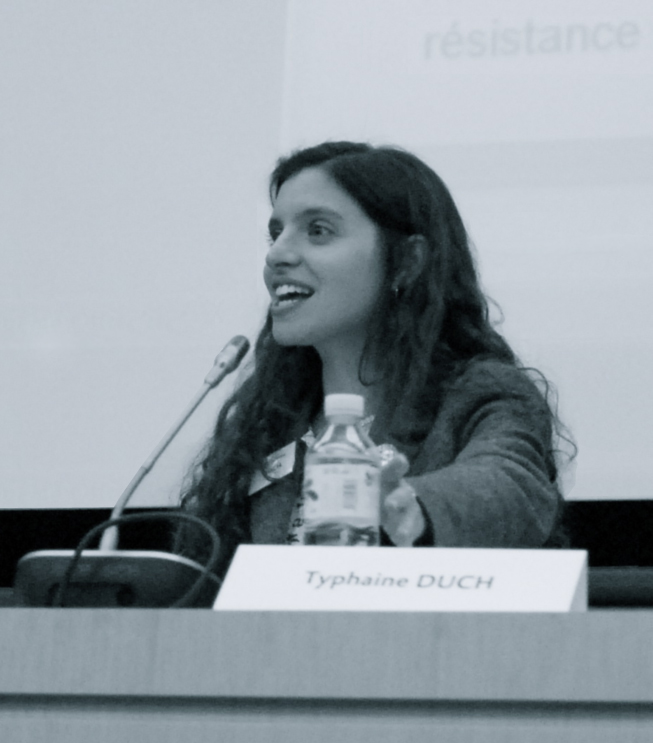
Typhaine D lors de la convention abolitionniste du 29 novembre 2011 à l'Assemblée nationale française.

Typhaine D est engagée dans les domaines des droits et de la protection des femmes, de l’égalité entre hommes et femmes, du féminisme et de l'abolition de la prostitution, notamment à travers sa pièce de théâtre Contes à rebours,. Elle est aussi active dans l'association Osez le féminisme !,, et le Collectif féministe contre le viol.
Elle est engagée pour l'adoption du langage épicène, notamment dans son sketch Pérille Mortelle des Contes à rebours pour lequel elle remporte un prix d'éloquence en 2017. Elle crée par la suite une variation de la langue française appelée La féminine universelle qui remplace le neutre du masculin par le féminin,. Dans son Manifeste de la féminine universelle, elle décrit la féminité universelle comme « l’invention d’une grammaire féministe impertinente, de mots inventés comme ‘Femmage’, ou encore ‘Noues’ ‘Voues’ ‘Toie’ ‘Moie’ pour rassembler la peuple des femmes. (...) ; la détournemente d’expression anciennemente misogynes, spécistes, misopédiques, racistes, classistes, validiste ou oppressive de quelque autre manière, telles que ‘elle n’y a pas morte de femme’, ‘se sentir comme une poissonne dans l’eau sans bicyclette’, ‘faut pas jeter l’eau du bain avec pépé’. ».
Elle est parfois sollicitée par la presse pour exprimer son avis sur la discrimination ou les violences faites aux femmes, notamment sur l'affaire Weinstein,,.
En janvier 2018, le Centre Hubertine Auclert intègre à l'Égalithèque le texte de son seule-en-scène Contes à Rebours,[source secondaire souhaitée].
Elle réécrit des contes de fées avec un regard antisexiste.

## Œuvres

### Théâtre
- 2002-2004 :

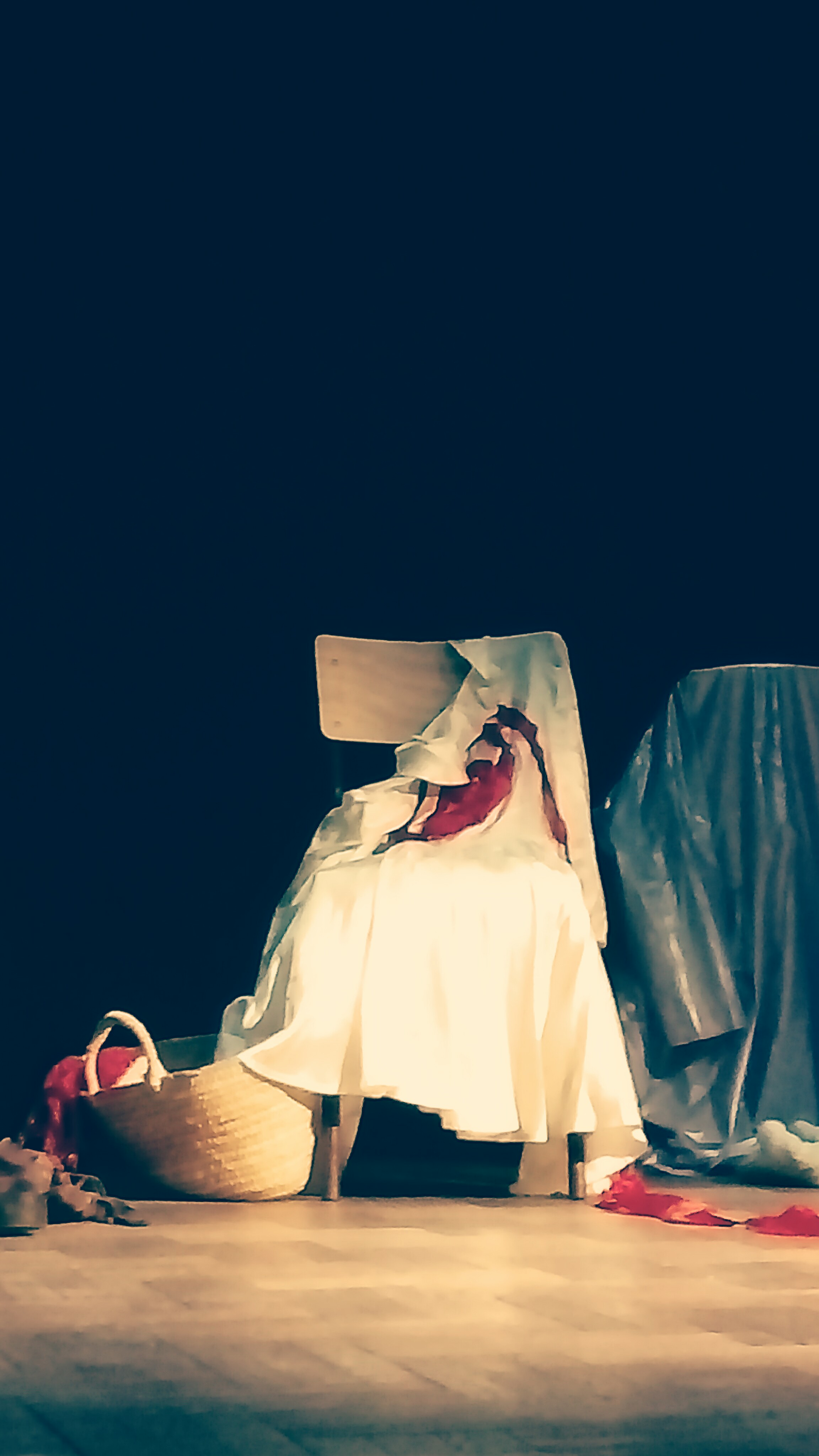
Costume créé par Michèle Larrouy pour l'épisode des Sept filles de l'ogre dans Contes à rebours, qui traite de viol, de pédophilie et d'inceste. Ici lors de la journée internationale des femmes le 8 mars 2018 à la mairie du 2e arrondissement de Paris.

  - Hernani de Victor Hugo (rôle de Doña Sol et assistante de mise en scène), mise en scène de Pierre Puy
  - Au cabaret vert d’Arthur Schnitzler, mise en scène de Didier Lesour
  - Les Travaux et les Jours de Michel Vinaver
  - Bal Masqué de Mikhaïl Lermontov
  - La Vie de Galilée de Bertolt Brecht
  - Ce soir on improvise de Luigi Pirandello
  - La Demande d'emploi de Michel Vinaver, mise en scène de Catherine Fourty
  - Un sapin de Noël chez les Ivanov d'Alexandre Vvedenski, mise en scène de Pascale Siméon
- 2005 : Correspondance, mise en scène d’Élise Arpentinier au Cours Florent
- 2006 : Petits bonheurs en famille, mise en scène de Christian Croset au Cours Florent
- 2007 : Intendance de Rémi De Vos (rôle de Juliette), mise en scène de Jean-Louis Jacopin à Gare au Théâtre (Vitry-sur-Seine)
- 2008 :
  - Mercure d'Amélie Nothomb (rôle de Hazel), mise en scène de Nathalie Alexandre au Théâtre la Luna (Festival Off d'Avignon 2008)
  - Peanuts de Fausto Paravidino (rôle de Cindy), mise en scène de Florian Sitbon au Lavoir Moderne Parisien (LMP)
  - Dommage que ce soit une putain de John Ford (rôle de Hypolita), mise en scène de Jean-Baptiste Puesch au LMP
- 2009 :
  - La Ménagerie de verre de Tennessee Williams (rôle de Laura), mise en scène de Magali Rossitto
  - Le Fait d’habiter Bagnolet de Vincent Delerm (rôle d’Alice), mise en scène de Frédéric Baudemont
- 2010 : Toutankhamon et le scarabée d’or de Martin Leloup (rôle d’Ankhesenamon), Théâtre du Bout
- 2011 :
  - J’étais dans ma maison et j’attendais que la pluie vienne de Jean-Luc Lagarce (rôle de la plus jeune), mise en scène de Catherine Decastel à l’Espace Roseau (Festival Off d'Avignon 2011)
  - Du sang sur le cou du chat de Rainer Werner Fassbinder (rôle de la modèle et de l’amante), mise en scène de Sylvain Martin à la Maison du développement culturel de Gennevilliers
- 2012 :
  - Prédictions de Peter Handke, rôle d'A, mise en scène de Sylvain Martin au Théâtre de Verre
  - Seule en scène (prestation féministe et humoristique) sur l’abolition de la prostitution (auteure et interprète) lors d’une conférence de presse au Divan du Monde
  - Cyrano de Bergerac (rôle de Roxane), sur la Scène Nationale du Grand R de La Roche-sur-Yon, puis en tournée dans l’Ouest de la France
  - Gouttes dans l’océan de Rainer Werner Fassbinder rôle d'Anna, mise en scène de Sylvain Martin, à l’Art Studio Théâtre et au Théâtre de Verre
  - Elisabeth II de Thomas Bernardt, mise en scène de Sylvain Martin
- En tournée depuis 2012 :
  - Contes à rebours (auteure, metteure en scène et comédienne), pièce de théâtre seule en scène féministe[25] en cours d'édition (créée à l'occasion du festival Elles Résistent à la Parole Errante de Montreuil)
  - Opinion d’une femme sur les femmes de Fanny Raoul (en tant que metteure en scène) à l’Espace Théâtral d’Arcueil lors du Festival Femmes en résistance
  - ¡Así cantaba Federico! — Création musicale et théâtrale sur les chansons populaires espagnoles et l’œuvre de Federico Garcia Lorca
- 2024 :
  - La Pérille mortelle (Avignon off)[26],[N 1],[27]

### Filmographie

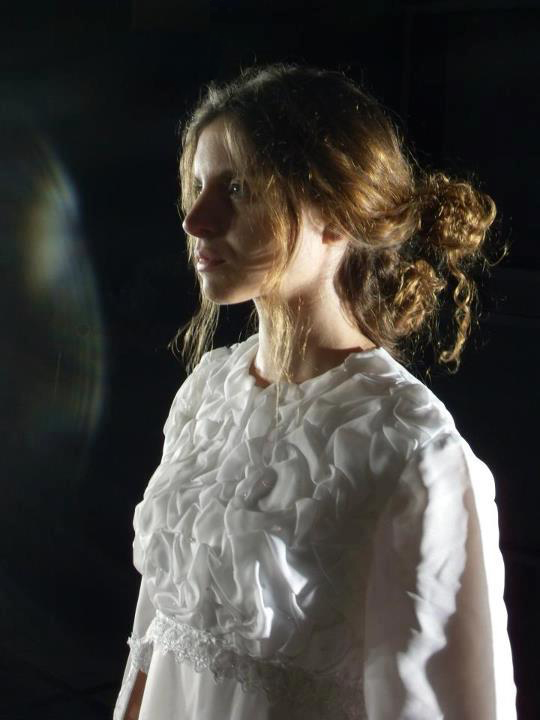
Typhaine D en 2012 lors du tournage du court métrage Endroit de Frédérique Pollet Rouyer.

- 2004-2009 : Initiation à la douleur (court métrage), de D. Jarzat - interprète (rôle principal) et monteuse
- 2006 : Lune de miel (court métrage), de François Breniaux, primé au Festival Européen de Mamers (catégorie du Public Jeune), adapté du roman de H. Vincenot Le Maître des Abeilles - interprète (rôle de Catherine)
- Depuis 2010 : Vie de meuf (court métrage) avec l'association Osez le féminisme ! - participation à la réalisation collective
- 2010 : court métrage pour la campagne contre le viol de Frédérique Pollet et Patric Jean - rôle de l’employée
- 2012 : Endroit (court métrage dans le cadre du Festival Elles Résistent), de Frédérique Pollet-Rouyer - interprète
- 2012 : Sorore (court métrage dans le cadre du Festival Elles Résistent) du Collectif Sorore - participation comme autrice
- 2024 : MASCUS : Les hommes qui détestent les femmes (un documentaire sur les masculinistes)[28]

## Récompenses
En 2018, Christiane Taubira lui remet le prix Gisèle Halimi, dans le cadre du concours d'éloquence organisé par la Fondation des femmes. Son discours portait sur l'écart entre l'image idéalisée des « princes charmants » et la réalité des dangers encourus par les femmes dans les couples (violences sexuelles et conjugales, féminicides).

## Réactions à l'égard de Typhaine D
La création et la promotion de sa langue La féminine universelle fait réagir des internautes, notamment depuis une interview qu'elle aurait donnée à l'émission Le Ring de la chaîne YouTube Le Crayon. En effet, sa féminisation « artistique et militante » de la langue française, y compris des mots neutres par nature, comme les adverbes, lui vaut de violentes attaques et menaces sur les réseaux sociaux,.